# Jan Goverts

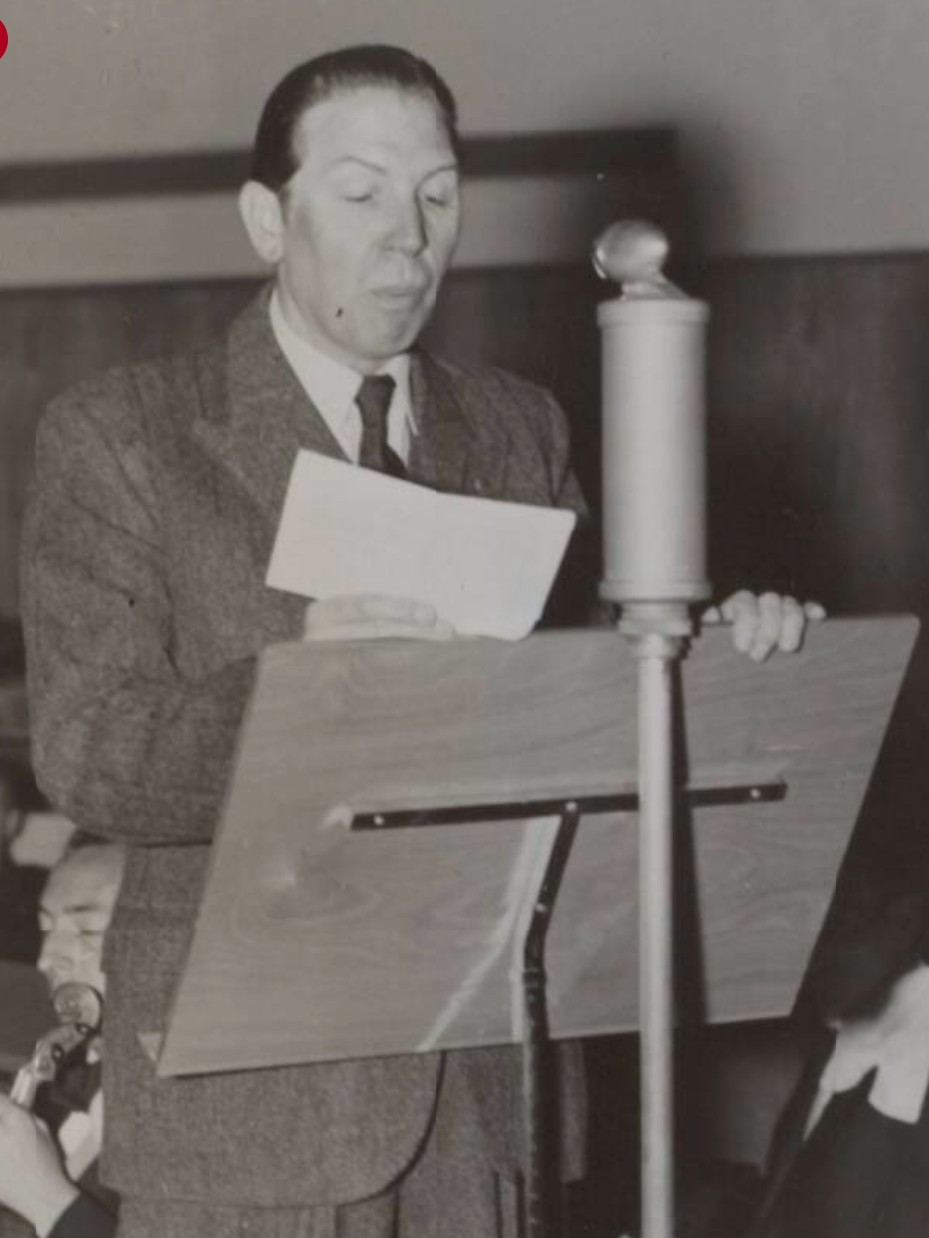
Jan Goverts

Johannes Godefridus Josef (Jan) Goverts (Rotterdam, 25 juni 1894 – 21 april 1967) was een Nederlands muziekcriticus en collaborateur. Tijdens de Tweede Wereldoorlog speelde hij een belangrijke rol bij het ariseren van het Nederlandse muziekleven. Goverts was al in de jaren dertig lid van de NSB, maar was niet politiek actief binnen deze partij.
Voor de oorlog was hij onder andere begeleider van Julie de Stuers en muziekcriticus bij het Algemeen Handelsblad, de Nieuwe Rotterdamsche Courant en De Maasbode. In 1934 was hij een van de oprichters van de Nederlandsche Bruckner Vereeniging. De dagelijkse leiding berustte bij Goverts en Eduard Reeser. Goverts was tevens bestuurslid van de Internationale Bruckner-Gesellschaft. Ook was hij medewerker van het tijdschrift Caecilia en de Muziek. In 1937 zegde hij zijn NSB-lidmaatschap op, omdat hij anders door het Algemeen Handelsblad zou worden ontslagen. Als bestuurslid van de Internationale Bruckner-Gesellschaft reisde hij veel naar Duitsland en Oostenrijk. Hij kwam onder de indruk kwam van de wijze waarop het muziekleven er door de nieuwe machthebbers was gereorganiseerd.

## Tweede Wereldoorlog
Na de Duitse inval wendde Goverts zich op advies van Meinoud Rost van Tonningen tot Tobie Goedewaagen. Begin februari 1941 werd bekend dat hij per 1 januari tot chef van de afdeling muziek van het Departement van Volksvoorlichting en Kunsten (DVK) was benoemd.
Toen in 1942 de Kultuurkamerverordening van kracht werd moesten alle Joden uit de Nederlandse symfonieorkesten vertrekken. Goverts probeerde sommigen van hen te behouden. Ook vroeg hij Lodewijk Ernst Visser van de Joodsche Coördinatie Commissie een Joodse cultuurgemeenschap op te richten. Toen deze weigerde richtte Goverts het Joodsch Symphonie Orkest op.
Goverts verhoogde de salarissen voor orkestleden, maar koppelde hier de voorwaarde aan dat meer werk van Nederlandse componisten gespeeld werd. Tegelijkertijd moest hij er van de bezetter op toezien dat geen werken van Joodse, Russische, Engelse, Poolse en Amerikaanse componisten meer werden uitgevoerd. Om musici te kunnen laten bijscholen richtte hij in 1942 het Centraal Orkest op.
Toen in 1943 Nederlandse oud-militairen in krijgsgevangenschap zouden worden genomen wist Goverts voor de meeste orkestleden die door deze maatregel werden getroffen vrijstellingen te verkrijgen. Toen de bezetter eiste dat mannen van 18 tot 35 naar Duitsland werden gestuurd in het kader van de Arbeitseinsatz kon Goverts echter geen vrijstellingen krijgen. Hij offerde het Utrechts Stedelijk Orkest en de Haarlemse Orkest Vereniging op, en zorgde ervoor dat de leden van het Utrechts Stedelijk Orkest bij de Reichsrundfunk terecht kwamen. Zes oud-leden van het Concertgebouworkest werden na een pleidooi van G.H. de Marez Oyens bij Goverts naar Theresienstadt gestuurd, dat als een relatief mild kamp gold.
Om ook de lichte muziek te onder controle te brengen volgde in september 1942 het door Goverts bedachte dans- en amusementsorkestenbesluit. Ensembles voor lichte muziek werden vergunningsplichtig en mochten geen muziek met 'negroïde elementen' meer spelen. Het afgeven van een speelvergunning door de politie werd afhankelijk van schriftelijke toestemming van DVK.
Ook diende het publiek zich te gedragen. Bij een optreden van Ernst van 't Hoff en zijn orkest in 1943 werden in de zaal posters aangebracht waarop werd gemeld dat het publiek zich moest onthouden van "fluiten, rhythmisch klappen, stampen enz." Alleen normaal applaudisseren was toegestaan.
In mei 1944 was de lichte muziek nog altijd niet succesvol van 'negersche elementen' gezuiverd. Wel geslaagd was inmiddels een totaalverbod op buitenlandse namen voor orkesten; zo traden The Ramblers op als Theo Uden Masman en zijn Dansorkest, nadat De Remblers als naam was afgewezen.
Na Dolle Dinsdag vluchtte Goverts naar Groningen waar hij zijn werk probeerde voort te zetten.

## Persoonlijk
Goverts was van 1915 tot 1923 gehuwd met Theodora  Wirxel en van 1923 tot 1932 met Bernadina Hertog Van 1940 tot zijn dood was hij, met een korte onderbreking gehuwd met Elbertha van Os. Zijn dochter Senta was gehuwd met Henri Baudet, en daarmee dus de overgrootvader van Forum voor Democratie partijleider Thierry Baudet. Hij overleed op 72-jarige leeftijd.